# Entomologický ústav Biologického centra Akademie věd České republiky
Entomologický ústav je součástí Biologického centra Akademie věd České republiky v Českých Budějovicích.
Entomologický ústav byl založen 1. ledna 1962 sloučením dvou výzkumných skupin Československé Akademie věd, které existovaly již od roku 1954.
V současnosti má ústav více než 150 zaměstnanců, včetně studentů doktorského studia. Jednou z hlavních deviz ústavu je široké spektrum specialistů, kteří v něm pracují - od molekulárních biologů, genetiků, fyziologů a morfologů až po ekology. Ve spolupráci s Jihočeskou univerzitou v Českých Budějovicích se ústav stal akreditovaným pracovištěm pro školení doktorandů v oblasti entomologie, ekologie, genetiky, fyziologie živočichů, vývojové biologie a molekulární a buněčné biologie.

## Galerie

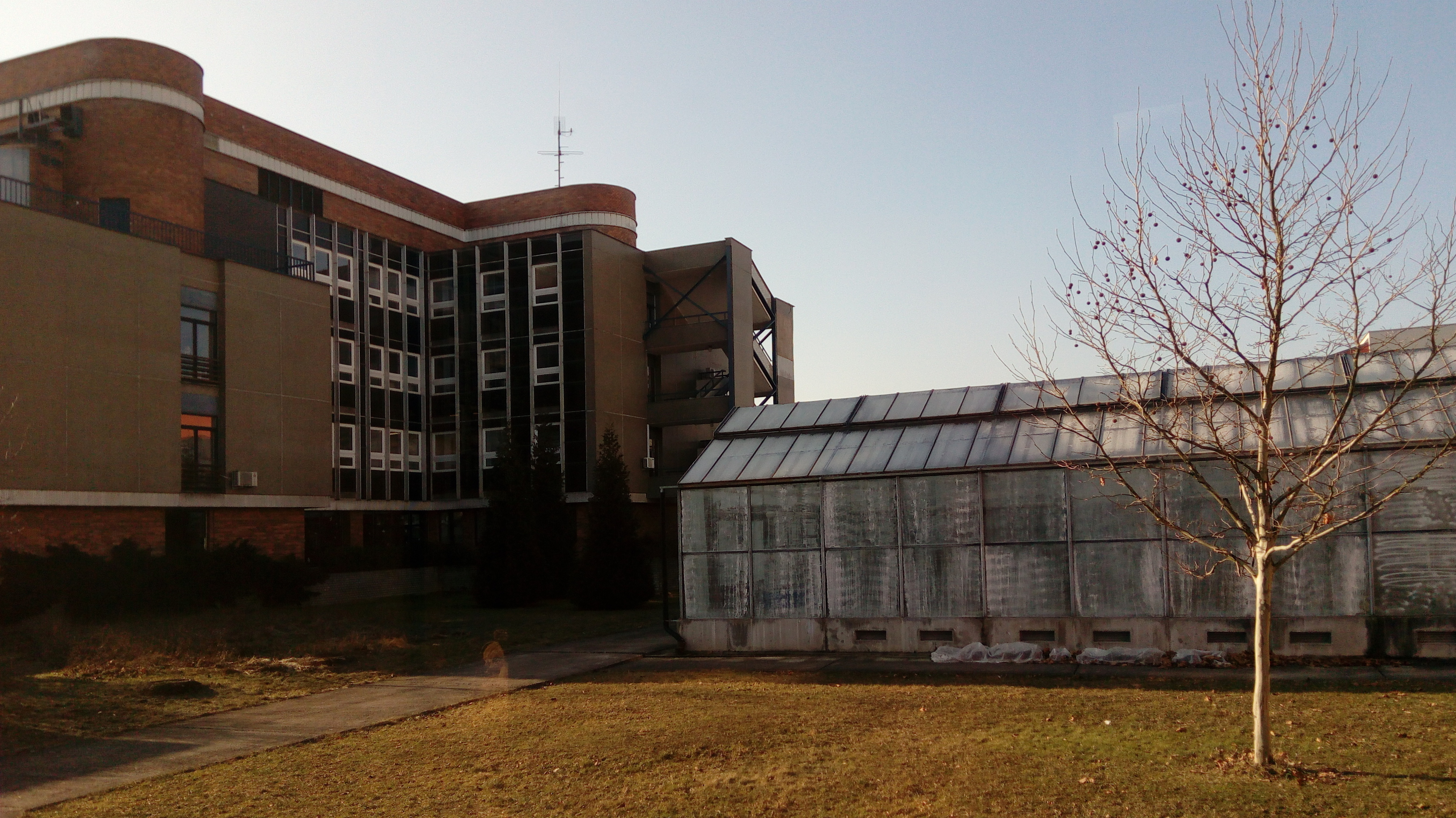
Pohled na entomologický ústav a na skleník
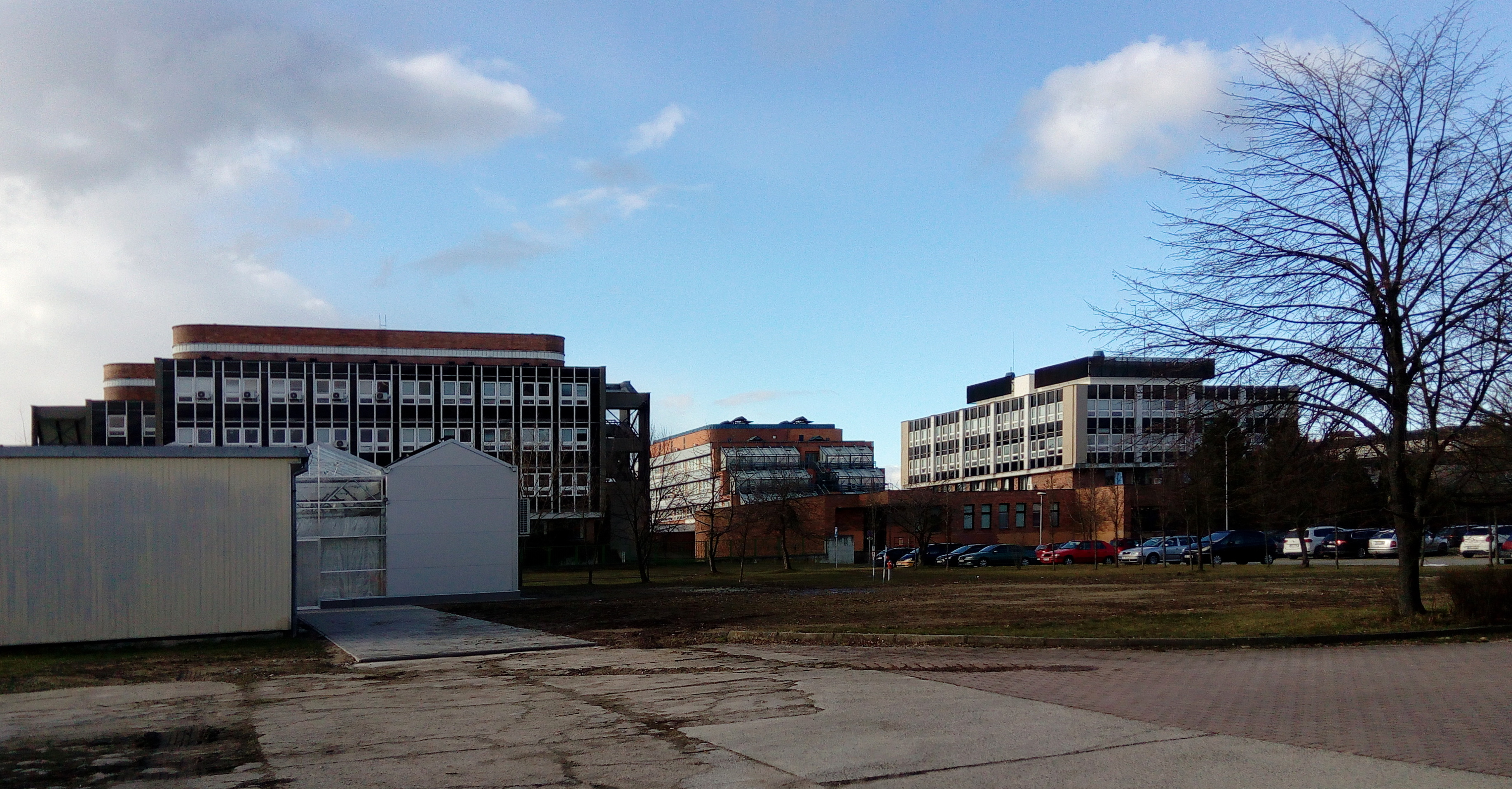
Pohled na ústav